# Бомон-сюр-Уаз
Бомон-сюр-Уаз (фр. Beaumont-sur-Oise) — муниципалитет во Франции, в регионе Иль-де-Франс, департамент Валь-д'Уаз. Население — 8776 человек (2006).
Муниципалитет расположен на расстоянии около 32 км севернее Парижа, 20 км северо-восточнее Сержи.

## Демография
Динамика населения (INSEE):